# Január 29.
Január 29. az év 29. napja a Gergely-naptár szerint. Az évből még 336 (szökőévekben 337) nap van hátra.
Névnapok: Adél + Adala, Adália, Adela, Adelaida, Adélia, Adelin, Eta, Etelka, Ferenc, Szaléz, Szalók, Valér, Valérián

## Események

### Politikai események
- 0904 – III. Szergiusz pápa felszentelése.
- 1453 – V. László magyar király esküt tesz az ország szabadságjogainak megtartására.
- 1919 – Balassagyarmat megvédi határait a csehszlovák csapatokkal szemben, ezzel elnyeri a Civitas Fortissima címet.
- 1957 – Kővágó József, (1956. november 1-jétől újra) Budapest főpolgármestere elmondja híres beszédét New Yorkban, az ENSZ úgynevezett ötös bizottsága előtt az 1956-os forradalomról és szabadságharcról

### Tudományos és gazdasági események
- 1710 - I. Péter orosz cár rendeletben bevezeti az egyházi szláv helyett a „polgári ABC” használatát, melynek kialakításában maga is részt vett.
- 1886 – Karl Benz szabadalmaztatja „gázmotor hajtású járművét”, minden autók ősét.
- 1998 – Aláírják a kormányközi szerződést a Nemzetközi Űrállomás építéséről és üzemeltetéséről.

### Kulturális események

#### Irodalmi, színházi és filmes események
- 1845 – Megjelenik Edgar Allan Poe A holló című verse
- 1919 – A Berinkey-kormány által, „a nemzet halottjának” nyilvánított Ady Endrét örök nyugalomra helyezik a főváros által adományozott díszsírhelybe.[1]

#### Zenei események
- 1781 – Az Idomeneo Mozart Münchenben bemutatott háromfelvonásos opera seriája, "komoly" operája. A darabot a szerző egyik főművének tartotta.

### Sportesemények
- 1978 – Formula–1-es brazil nagydíj, Jacarepagua - Győztes: Carlos Reutemann (Ferrari)

### Egyéb események
- 2002-ben Mázán 20 fokot mértek, amely országos havi hőmérsékleti rekord.[2]
- 2011 – 4,8-es erősségű földrengés Oroszlányban, amit több megyében is éreztek.
- 2011 - -18,7 fokot mértek Zabar településen, amely az év legalacsonyabb hőmérsékleti értéke volt.[3]

## Születések
- 1499 – Katharina von Bora, Luther Márton felesége(† 1552)
- 1688 – Emanuel Swedenborg  svéd tudós, filozófus, teológus, látnok és keresztény misztikus († 1772).
- 1794 – VII. Keresztély dán király († 1808)
- 1794 – François-Vincent Raspail francia kémikus, botanikus és politikus († 1878)
- 1817 – William Ferrel amerikai meteorológus († 1891)
- 1838 – Edward Morley amerikai vegyész, († 1923)
- 1843 – William McKinley az Amerikai Egyesült Államok 25. elnöke, († 1901)
- 1860 – Anton Pavlovics Csehov orosz író († 1904)
- 1866 – Romain Rolland Nobel-díjas francia író († 1944)
- 1868 – Albin Egger-Lienz tiroli osztrák festőművész († 1926)
- 1878 – Flandorfer Ignác földbirtokos, gazdasági tisztviselő, országgyűlési képviselő († 1948)
- 1881 – Pásztor János magyar szobrászművész († 1945)
- 1892 – Matuska Szilveszter a biatorbágyi merénylet elkövetője († ?)
- 1899 – Páger Antal Kossuth-díjas magyar színész, kiváló művész († 1986)
- 1905 – Szigeti György magyar fizikus, az MTA tagja († 1978)
- 1915 – Brian Shawe-Taylor brit autóversenyző († 1999)
- 1915 – Johnny McDowell amerikai autóversenyző († 1952)
- 1924 – Luigi Nono olasz zeneszerző, († 1990)
- 1925 – Kemény Henrik Kossuth-díjas magyar bábművész († 2011)
- 1927 – Széplaky Endre magyar színész († 2006)
- 1928 – Lászlóffy Kata magyar színésznő, műfordító († 1962)
- 1929 – Jerry Hoyt amerikai autóversenyző († 1955)
- 1931 – Mádl Ferenc jogász, politikus, Magyarország köztársasági elnöke († 2011)
- 1933 – Sacha Distel francia sanzonénekes, jazz-gitáros, színész († 2004)
- 1935 – Juhász-Nagy Pál magyar ökológus, az MTA tagja († 1993)
- 1937 – Dénes Lajos magyar állatorvos, mezőgazdasági és élelmezésügyi miniszterhelyettes
- 1941 – Hőgye Zsuzsanna Jászai Mari-díjas magyar színésznő († 2009)
- 1944 – Szőke Pál magyar színész
- 1945 – Tom Selleck amerikai színész
- 1947 – Linda Buck Nobel-díjas amerikai biológus
- 1949 – Erdélyi Tamás (Tommy Ramone) magyar–amerikai rockzenész, a Ramones együttes dobosa, későbbi producere. († 2014)
- 1950 – Vámos Miklós József Attila-díjas magyar író, forgatókönyvíró
- 1956 – Amii Stewart amerikai énekesnő, táncosnő és színésznő
- 1959 – Csonka Ibolya Aase-díjas magyar színésznő
- 1964 – Schnell Ádám Jászai Mari-díjas magyar színész, érdemes művész
- 1972 – Rogán Antal magyar politikus
- 1977 – Sam Jaeger amerikai színész
- 1977 – Justin Hartley, amerikai színész
- 1977 – Sziva Balázs, magyar rockzenész, dalszerző, szövegíró, nemzeti radikális közszereplő
- 1979 – Andrew Keegan amerikai színész
- 1979 – Eduardo Mingas angolai kosárlabdázó
- 1979 – Sören Mackeben német vízilabdázó
- 1981 – Jorge Lima portugál vitorlázó
- 1982 – Adam Lambert amerikai énekes
- 1983 – Sileshi Sihine etióp atléta
- 1984 – Vas János magyar jégkorongozó
- 1986 – Baranya Dávid magyar táncművész

## Halálozások

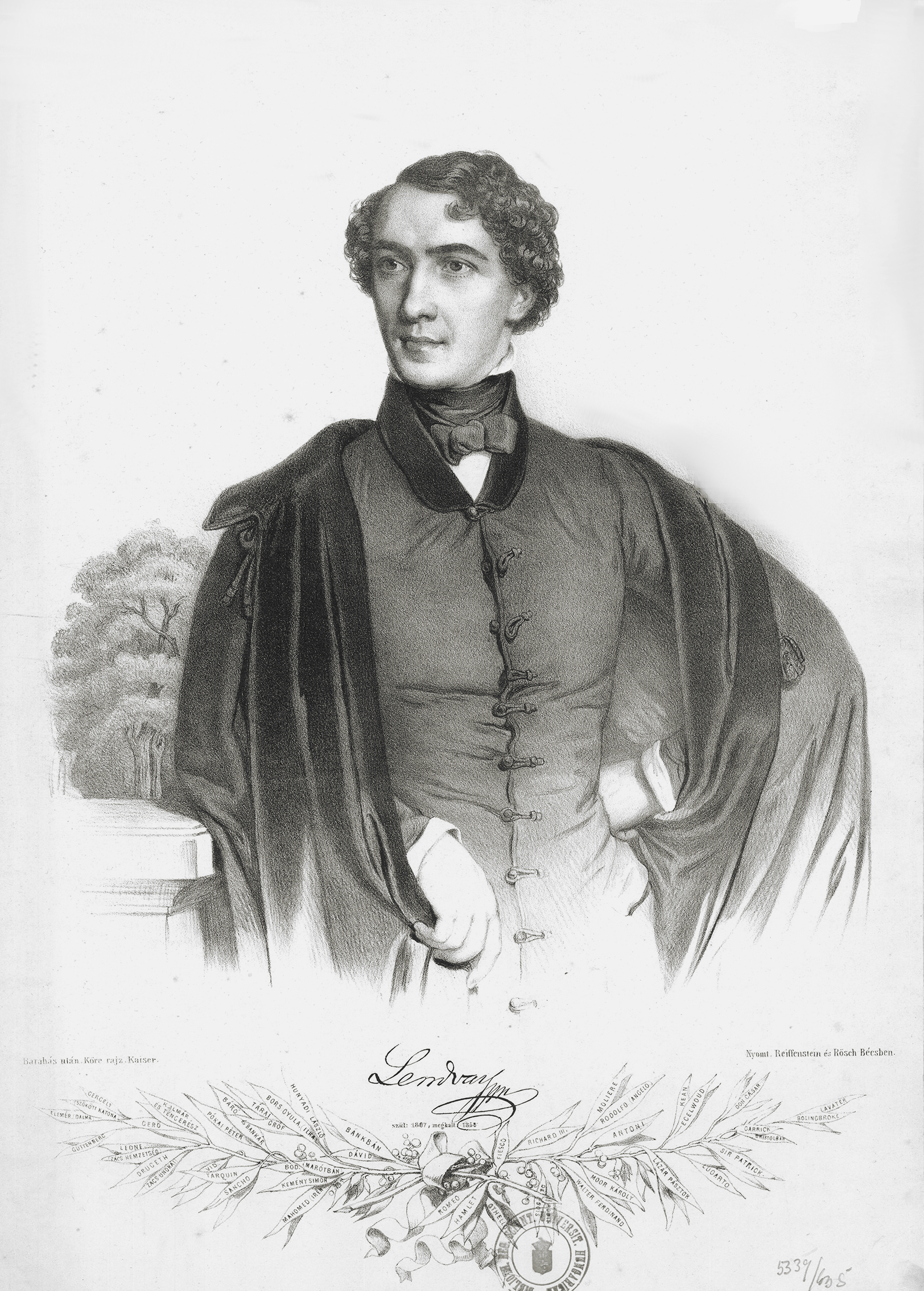
id. Lendvay Márton

- 0970 – I. Péter bolgár cár (* 912 után)
- 1119 – II. Geláz pápa (* 1064 ?)
- 1803 – La Clairon francia színésznő (* 1723)
- 1814 – Johann Gottlieb Fichte német filozófus (* 1762)
- 1820 – III. György angol király (* 1738)
- 1829 – Pauli (Pável) István pap (* 1760)
- 1842 – Pierre Cambronne vikomt, francia tábornok,  (* 1770)
- 1858 – idősebb Lendvay Márton magyar énekes-színész, rendező (* 1807)
- 1870 – II. Lipót toszkánai nagyherceg (* 1797)
- 1899 – Alfred Sisley angol nemzetiségű, Franciaországban működött impresszionista festő (* 1839)
- 1907 – Storno Ferenc magyar festőművész, építőművész, restaurátor (* 1820)
- 1910 – Dunkl Nepomuk János osztrák származású magyar zongoraművész, zeneműkiadó (* 1832)
- 1952 – Fejes Jenő magyar gépészmérnök, feltaláló (* 1877)
- 1957 – Nékám Lajos magyar orvosdoktor, egyetemi magántanár (* 1868).
- 1959 – Hetényi Géza magyar orvos, belgyógyász, az MTA tagja (* 1894)
- 1963 – Robert Frost négyszeres Pulitzer-díjas amerikai költő (* 1874)
- 1971 – Karl von Pfeffer-Wildenbruch német tábornok, SS-Obergruppenführer, (* 1888)
- 1973 – Krúdy Ferenc magyar agrárpolitikus, főispán, országgyűlési képviselő, az országgyűlés alelnöke (1943–1944) (* 1883)
- 1974
  - Herbert Ernest Bates angol író (* 1905)
  - Várady László magyar gyógyszerész, jogász, kormányfőtanácsos, országgyűlési képviselő (* 1895)
- 1978 – Hauser Arnold magyar származású filozófus, művészet-szociológus (* 1892)
- 1990 – Spider Webb amerikai autóversenyző (* 1910)
- 1992 – Willie Dixon amerikai blues-zenész (* 1915)
- 1998 – Balogh Rózsa magyar színésznő, a Kecskeméti Katona József Nemzeti Színház örökös tagja  (* 1927)
- 2003 – Kákosy László magyar egyiptológus (* 1932)
- 2005 – Efrájim Kishon magyar származású izraeli író (* 1924)
- 2007 – Illés Lajos Kossuth-díjas magyar rockzenész, az Illés-együttes alapítója (* 1942)
- 2008 – Nagy Erzsébet újságíró, közéleti személyiség, (* 1927)
- 2008 – Sebastian Kräuter temesvári püspök (* 1922)
- 2018 – Bolba Lajos eMeRTon-díjas magyar karmester, zenei szerkesztő (* 1931)
- 2021 – Rudas István magyar színész (* 1948)

## Ünnepek, emléknapok, világnapok
- Balassagyarmat, „a legbátrabb város” napja
- Gibraltár: az alkotmány ünnepe